# Légeret
Le Légeret est un écart se partageant entre les communes françaises de Hottviller et de Siersthal, dans le département de la Moselle.

## Histoire
Était primitivement une tuilerie et une cense, bâtis en 1750.
Le hameau doit son nom à l'un des entrepreneurs des fortifications de Bitche en 1771. Des immeubles y sont construits au moment de la mise en place de la Ligne Maginot, servant de casernement aux troupes d'active, affectées au Gros Ouvrage du Simserhof, en temps de paix. Fraîchement sortis de terre, ces habitations offraient des bâtiments neufs et confortables.

## Sources
- Le Légeret sur le site du Bitscherland